# Katas do judô
Katas do judô é o conjunto das técnicas fundamentais, um método de estudo especial, para transmitir a técnica, o espírito e a finalidade do judô. Segundo o mestre Jigoro Kano: "Os katas são a estética do judô, sem o qual é impossível compreender o alcance." O kata oferece ao randori as razões fundamentais de cada técnica.
O kata foi desenvolvido com o propósito de ensinar os aspectos básicos das técnicas do judô e sua etiqueta apropriada. É através dos katas que o uke e o tori podem trabalhar juntos a melhora da fluência e dos movimentos do judoka.
Os katas são divididos de acordo com as habilidades e técnicas do judô a serem ensinadas, totalizando oito katas.
- Nage-no-kata: formas fundamentais de projeção
- Katame-no-kata: formas fundamentais de domínio no solo
- Kime-no-kata: formas fundamentais de combate real
- Ju-no-kata: formas de agilidade aplicadas em ataque e defesa, utilizando a energia de forma mais suave e flexível
- Koshiki-no-kata: formas antigas é o kata da antiga escola do Jiu-Jitsu. Executava-se antigamente com armadura de samurai
- Itsutsu-no-kata: são cinco formas de técnicas. Expressão teórica do judô baseado na natureza
- Seiryoku Zen'yo Kokumin Taiiku: é uma forma de educação física, baseada sobre o princípio da máxima eficácia, visa o treino completo do corpo
- Kodokan goshin-jutsu: técnicas de autodefesa.
- Kodomo-no-kata: kata dedicado ao ensino dos fundamentos do Judô às crianças.

## Forma de execução
Os dois judocas executam com extrema seriedade, concentração mental é muito importante.
Inicialmente cumprimentam o joseki ou shomen (lugar de honra, mesa central) na posição de tati-rei, voltando em seguida um para o outro para se saudarem mutuamente em za-rei, levantam-se e avançam um passo iniciando com o pé esquerdo.
Em seguida partindo em ayumi-ashi avançam um para o outro e inicia-se o kata. Todas as projeções são feitas para o lado direito e esquerdo do uke.
Voltado para o shomen, o tori fica à esquerda e o uke à direita. Normalmente em sutemi-waza, o uke se levanta por zempo-kaitem-ukemi, exceto no ura-nage e yoko-gake.